# Programa Maestros Comunitarios
El Programa Maestros Comuntarios (PMC) se implementa a partir del año 2005 en Uruguay, siendo una de las Políticas Educativas del quinquenio (2005-2009). Este se inicia como un proyecto conjunto entre el Consejo de Educación Inicial y Primaria dentro de la Administración Nacional de Educación Pública, y el Ministerio de Desarrollo Social de Uruguay, quien lo financia desde su Programa Infamilia (Infancia y Familia).  También recibe el apoyo de UNICEF Uruguay  

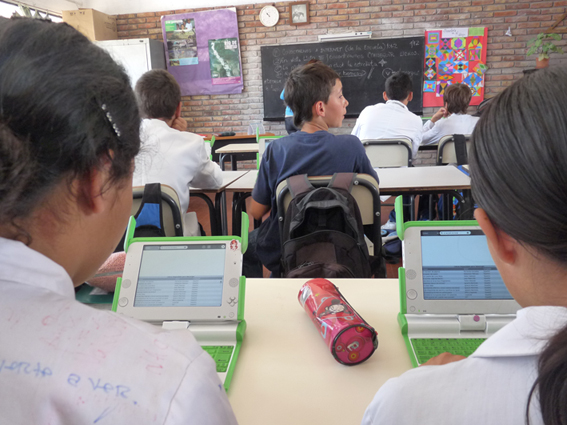
Estudiantes con XO, participando del Programa.

## Finalidades
“El PMC persigue el objetivo de reducir la deserción escolar, aumentando el capital humano familiar y las posibilidades de soporte a la tarea escolar de los niños. Además, brinda apoyo pedagógico específico a los niños de bajo rendimiento escolar.”
Las escuelas que participan del proyecto son aquellas con los niveles más altos de repetición, generalmente vinculadas a contextos socioculturales “críticos”. 
De esta manera, los Maestros Comunitarios trabajan tanto en las escuelas como en los hogares de los niños que participan en el programa, siempre enfocándose desde su labor pedagógica.

## Líneas de acción de los Maestros Comunitarios
Para concretar los objetivos del programa, el Maestro Comunitario dispone de cuatro líneas de acción: En primera instancia, la alfabetización en los hogares, mediante la implementación de proyectos educativos en el seno familiar.
Los Grupos de Trabajo con las familias, en la escuela, en donde los adultos pueden aportar sus saberes a la institución serían una segunda línea de trabajo. También se encuentra la integración educativa para aquellos niños que tienen problemas de inclusión en el sistema.
La misma consiste en un dispositivo metodológico de trabajo colaborativo y participativo, donde se desarrollan contenidos específicos de a través de actividades lúdicas, expresivas e inclusivas articuladas entre sí. Por último, también se cuenta con aceleración de niños extraedad mediante el trabajo del Maestro Comunitario con estos niños en la propia escuela. Esta metodología debe partir de acuerdos entre el Maestro de Aula, el Maestro Comunitario y la dirección del Centro, puesto que el niño va a promover de grado durante el transcurso del año escolar.

## Actualidad
EL Consejo de Educación Primaria a diez años de la implantación de este programa, y frente a la ausencia de referencias teórico-conceptuales específicas para la labor de los Maestros,  creó un Curso de Formación de Maestros Comunitarios a realizarse entre agosto de 2014 y noviembre de 2015.